# Артерн (Унструт)
Артерн (нем. Artern) — город в Германии, в земле Тюрингия.
Входит в состав района Кифхойзер. Население составляет 5715 человек (на 31 декабря 2010 года). Занимает площадь 24,05 км². Официальный код — 16 0 65 002.
Город подразделяется на 2 городских района.